# Starogród Nowy
Starogród Nowy (Chełmno Stare Miasto) – dawne miasto położone na terenie współczesnej wsi Starogród, uzyskał lokację miejską po 1239 roku, zdegradowany w 1248 roku.